# Charles-Maurice Descombes
Jean Charles François Maurice dit Charles-Maurice Descombes (Paris, 26 mars 1782 - Saint-Cloud, 29 août 1869) est un critique théâtral, écrivain et auteur dramatique français.

## Biographie
Secrétaire particulier de François Guizot, critique littéraire, fondateur, propriétaire, imprimeur, rédacteur en chef et directeur des quotidiens Le Camp-volant (1819-1820), Journal des théâtres, de la littérature et des arts (1820-1823) puis Le Coureur des spectacles (1842-1849), il dirige le Courrier des théâtres, de la littérature, des arts, des modes du 12 avril 1823 au 14 mai 1842 et les Nouvelles des théâtres, de la littérature et des arts du 13 juillet 1842 au 17 septembre 1842.
Auteurs d'ouvrages théoriques sur le théâtre, il se montra un fervent adversaire de l'école romantique.
Ses pièces ont été représentées sur les plus grandes scènes parisiennes du XIXe siècle : Théâtre de la Porte-Saint-Martin, Théâtre de l'Impératrice etc.

## Œuvres
- Les Consolateurs, comédie en 1 acte et en vers, 1805
- Le Parleur éternel, comédie en 1 acte et en vers, 1805
- Gibraltar, vaudeville en 3 actes, 1807
- La Cigale et la fourmi, comédie en 1 acte et en prose, 1807
- Les Trois manières, comédie en 1 acte et en vers, 1807
- Le Luxembourg, comédie-tableau, en 1 acte, en prose, 1810
- Le Misanthrope, en opéra-comique, comédie en 1 acte, en vers, 1818
- M. Benoît, ou l'Adoption, drame historique en 3 actes, en prose, 1822
- La Lettre anonyme, comédie en 1 acte et en prose, avec Henri Franconi, 1823
- Le Petit clerc, comédie vaudeville en 1 acte, avec Paul Auguste Gombault, 1823
- Esquisse de quelques scènes de l'intérieur de la Bourse, pendant les journées des 28, 29, 30 et 31 juillet dernier, 1830
- A Louis-Philippe, roi, Charles-Maurice, homme de lettres, pamphlet, 1832
- La Vérité-Rachel, examen du talent de la première tragédienne du théâtre français, 1850
- Un grand malheur ! par un rentier à 600 francs, 1852
- Histoire anecdotique du théâtre, de la littérature et de diverses impressions contemporaines, tirée du coffre d'un journaliste, avec sa vie à tort et à travers, 2 vols., 1856 (vol. 1 et vol. 2 disponibles sur Gallica)
- Le Théâtre-Français, monument et dépendances, 1859
- Tous les genres du théâtre et sujets correspondants, épîtres en vers libres, 1860
- Feu le Boulevard du Temple, résurrection épistolaire, 1863
- Tablettes d'un gentilhomme sous Louis XV, faits inédits, 1864
- Théâtre, histoire, anecdotes, mots, épaves, 1865
- Poésies diverses, poésies, 1868